# Malango
Malango ist ein Ort und eine administrative Einheit (Distrikt) des unabhängigen Inselstaates der Salomonen auf der Insel Guadalcanal im südwestlichen Pazifischen Ozean.

## Geographie
Malango bildet zusammen mit Vulolo den Verwaltungsbezirk Central Guadalcanal. Der Distrikt grenzt im Nordwesten an den Bezirk Tandai, im Norden auf einer kurzen Strecke ans Meer und im Nordosten an den Distrikt West Ghaobata. Im Süden sind es Duidui (South Guadalcanal), Wanderer Bay, Tangarare (West Guadalcanal).
Die Besiedlung des Distrikts konzentriert sich auf den Norden und die Umgebung der Hauptstadt Honiara. Dort befindet sich auch der Honiara-Henderson International Airport. Der Ilu River ist einer der Flüsse, die in diesem Distrikt ins Meer münden. Auf weiter Strecke bildet der Lungga River die Grenze zum Distrikt Tandai. Eine Touristenattraktion ist der Hale Mai Beach.

## Klima
Das Klima ist tropisch, die durchschnittliche Tagestemperatur liegt bei gleichbleibend 28 Grad Celsius, die Wassertemperaturen bei 26 bis 29 Grad. Feuchtere Perioden sind vorwiegend zwischen November und April, diese sind aber nicht sehr ausgeprägt. Die durchschnittliche Niederschlagsmenge pro Jahr liegt bei 2000 mm und damit etwas niedriger als im Durchschnitt der Salomonen (3000 mm).